# Stina Ekblad

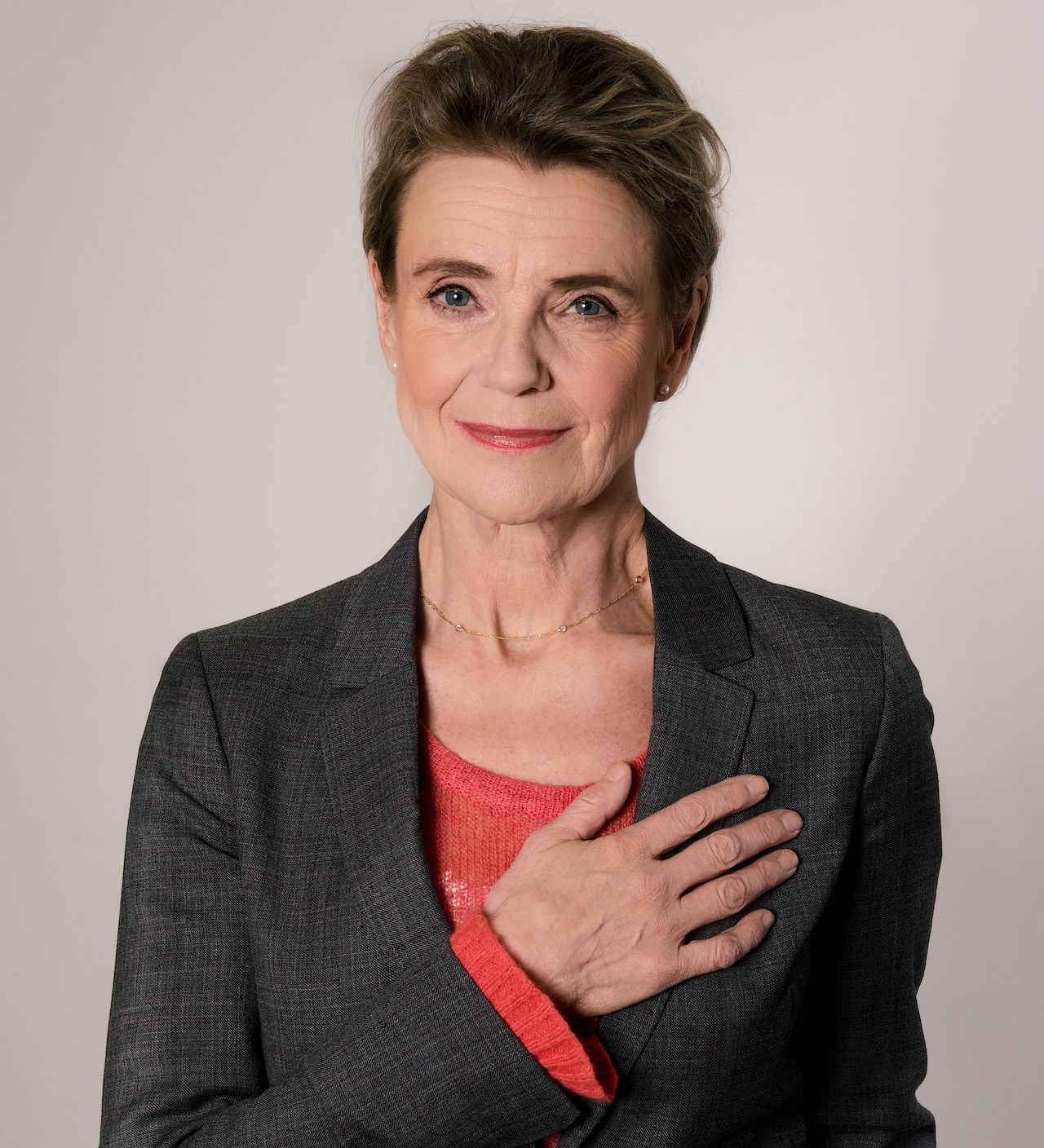
Stina Ekblad (2014)

Stina Åsa Maria Ekblad (* 26. Februar 1954 in Solf, Finnland) ist eine finnlandschwedische Schauspielerin.

## Leben
Stina Ekblad wuchs in einer Bauernfamilie in Österbotten auf. Ihre jüngere Schwester ist die finnische Schauspielerin Ylva Ekblad. Im Alter von 17 Jahren zog sie nach Dänemark, wo sie Schauspiel studierte und Arbeit am Odense Teater fand. Schließlich zog sie weiter nach Schweden, wo sie von 1980 bis 1988 am Stockholms Stadsteater und anschließend am Königlichen Dramatischen Theater spielte. Ihren größten Erfolg hatte sie 1987, als sie für ihre Darstellungen in Amorosa und Der Weg der Schlange auf dem Felsen als Beste Hauptdarstellerin mit dem schwedischen Filmpreis Guldbagge ausgezeichnet wurde. Weitere Nominierungen erfolgten 1996 für ihre Darstellung der Gunnel Runeberg in Susanne Biers Liebesdrama Pensionat Oskar und 2010 für Eine vernünftige Lösung von Jörgen Bergmark.
Ekblad ist mit dem Schauspieler Jan Dolata verheiratet. Beide habe einen gemeinsamen Sohn, den Musiker Adrian Dolata.

## Filmografie (Auswahl)
- 1977: Die Verführbaren
- 1982: Abschied (Avskedet)
- 1982: Fanny und Alexander (Fanny och Alexander)
- 1985: August Strindberg – Ein Leben zwischen Genie und Wahn (August Strindberg: Ett liv, Miniserie, fünf Folgen)
- 1986: Amorosa
- 1986: Der Weg der Schlange auf dem Felsen (Ormens väg på hälleberget)
- 1995: Pensionat Oskar
- 1996: Keine Angst vorm Fliegen (Tøsepiger)
- 1997: Gnadenlose Verführung (Sekten)
- 2000: Die Treulosen (Trolösa)
- 2001: Kommissar Beck: Russisches Roulette (Mannen med ikonerna)
- 2001: So weiß wie im Schnee (Så vit som en snö)
- 2003: Klaras Fall (Rånarna)
- 2004: Die Rückkehr des Tanzlehrers
- 2005–2013: Mankells Wallander (Fernsehserie, 24 Folgen)
- 2009: Eine vernünftige Lösung (Det enda rationella)
- 2011: Borgen – Gefährliche Seilschaften (Borgen, Fernsehserie, zwei Folgen)
- 2012: Love Is All You Need
- 2013: Der Kommissar und das Meer (Kommissarien och havet , Fernsehserie, zwei Folgen)
- 2014: Blutsbande (Tjockare än vatten, Fernsehserie, 11 Folgen)
- 2015: Die Hüterin der Wahrheit – Dinas Bestimmung (Skammerens datter)
- 2017: Rebecka Martinsson (Fernsehserie, 2 Folgen)